# フランティックス きらきら謎解き大冒険
『フランティックス きらきら謎解き大冒険』 (Frantix) はアメリカのKiller Gameによって開発されたPlayStation Portable専用の謎解き型アクションアドベンチャーゲームである。欧州では2005年にソニーオンラインエンタテインメントより、日本では2006年にユービーアイソフトより発売された。

## 概要
基本のゲームモードでは、制限時間内にステージに仕掛けられたさまざまな謎やトラップを解き、「ジェム」を拾い集めてステージをクリアする謎解きゲームとなっている。
ジェムを拾い集めることで、さらに難しい次のステージへと進んでいくことになり、ステージはリアルな3D型となり、プレイヤーが動かす視点を上下左右と動かしていろいろな角度を見られるようになっている。
ソニー・ピクチャーズ・イメージワークスのCGアニメ映画『チャブチャブズ』とのコラボで、同映画の主人公Meeperでのプレイが可能となる。

## ゲーム内容
制限時間内に全てのジェムを集められればステージクリアとなる。さらに、短時間でクリアできればボーナスとして特別な黄色いジェムが手に入る。

## ステージ
「廃墟」など6つのワールドで構成されたステージの数は全部で150以上存在している。

## ストーリー
フランティックスはジェムと呼ばれるアイテムを探しにいくため、トラップや罠を避けると共に様々なステージに行くことになる。